# Castelo de Valhelhas
O Castelo de Valhelhas, ou o que dele resta, está situado numa pequena elevação na freguesia de Valhelhas, no Município da Guarda.
Tudo o que deste castelo resta é um muro do cemitério local e as pedras que servem de alicerce às paredes de algumas casas da povoação.
Sabe-se que, em 1188, D. Sancho I concede foral a Valhelhas, sendo a Vila doada a D. Gomes Fernandes, um nobre fidalgo da corte. Existem registos, também, que em 1881 o arqueólogo Martins Sarmento visita a fortificação no momento em que faz uma expedição científica à Serra da Estrela. Consta que restava a torre de menagem, com cerca de 15 metros de altura.